# Euploea eurianassa
Euploea eurianassa är en fjärilsart som beskrevs av William Chapman Hewitson 1858. Euploea eurianassa ingår i släktet Euploea och familjen praktfjärilar. Inga underarter finns listade i Catalogue of Life.

## Bildgalleri

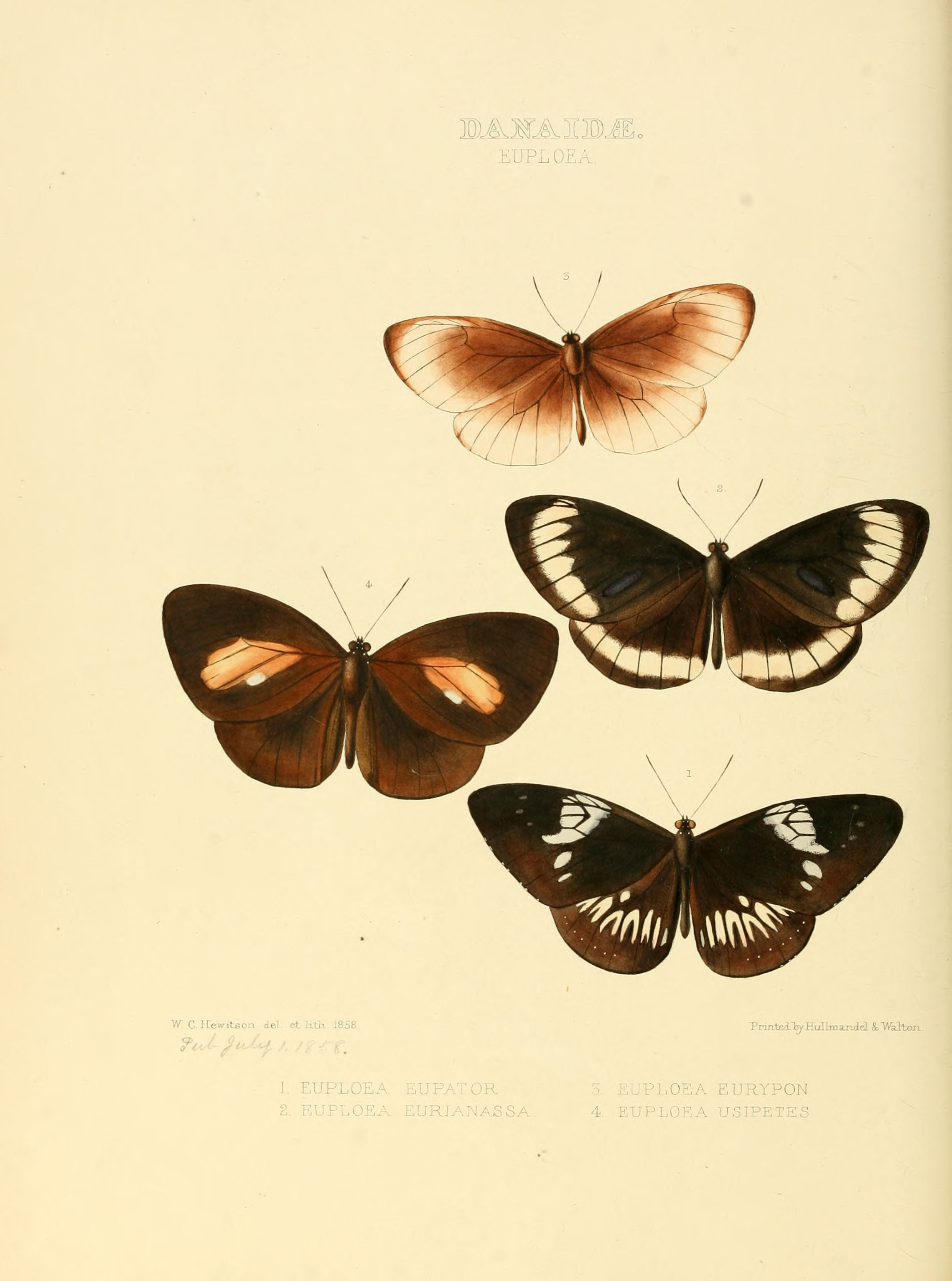
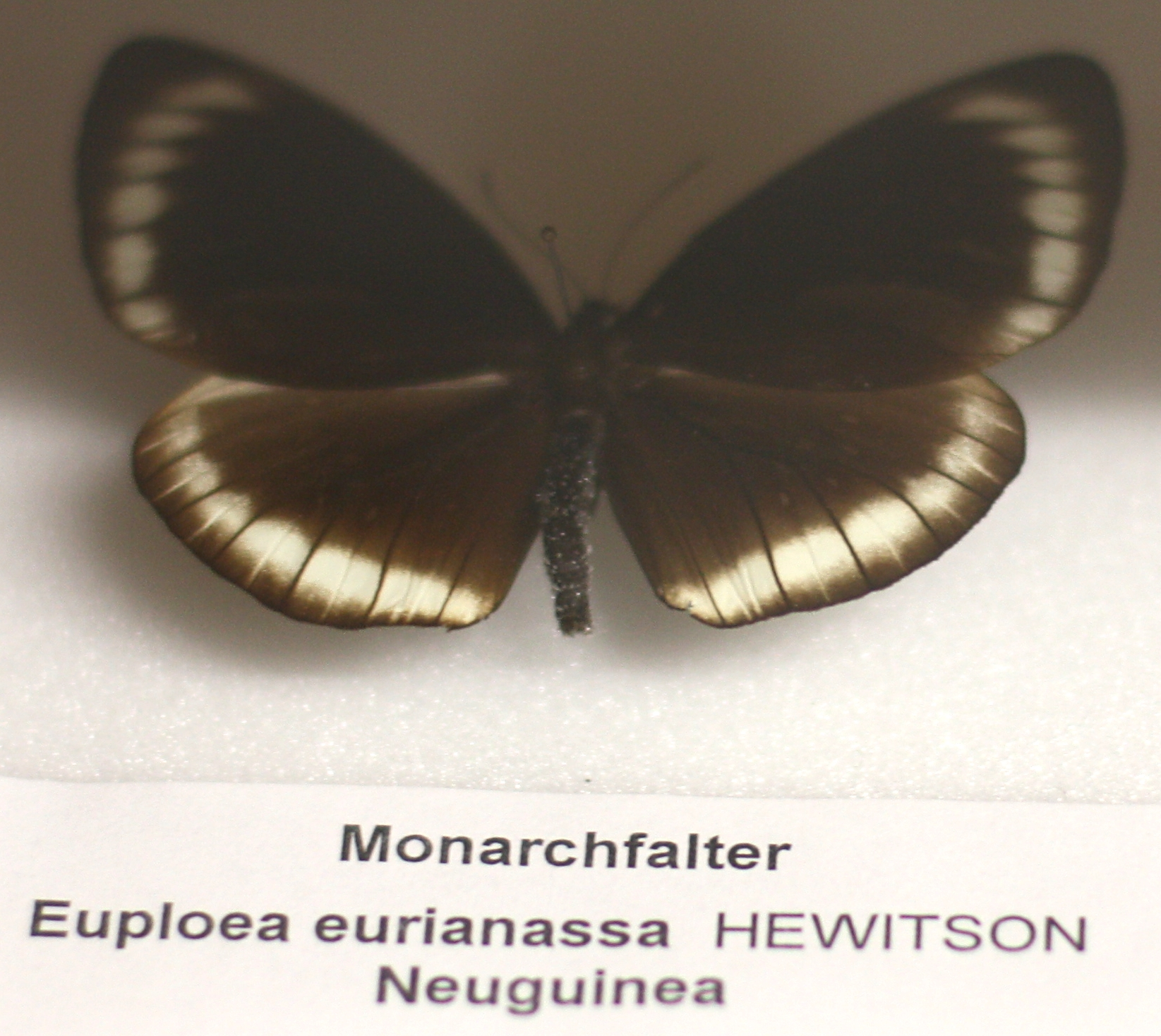
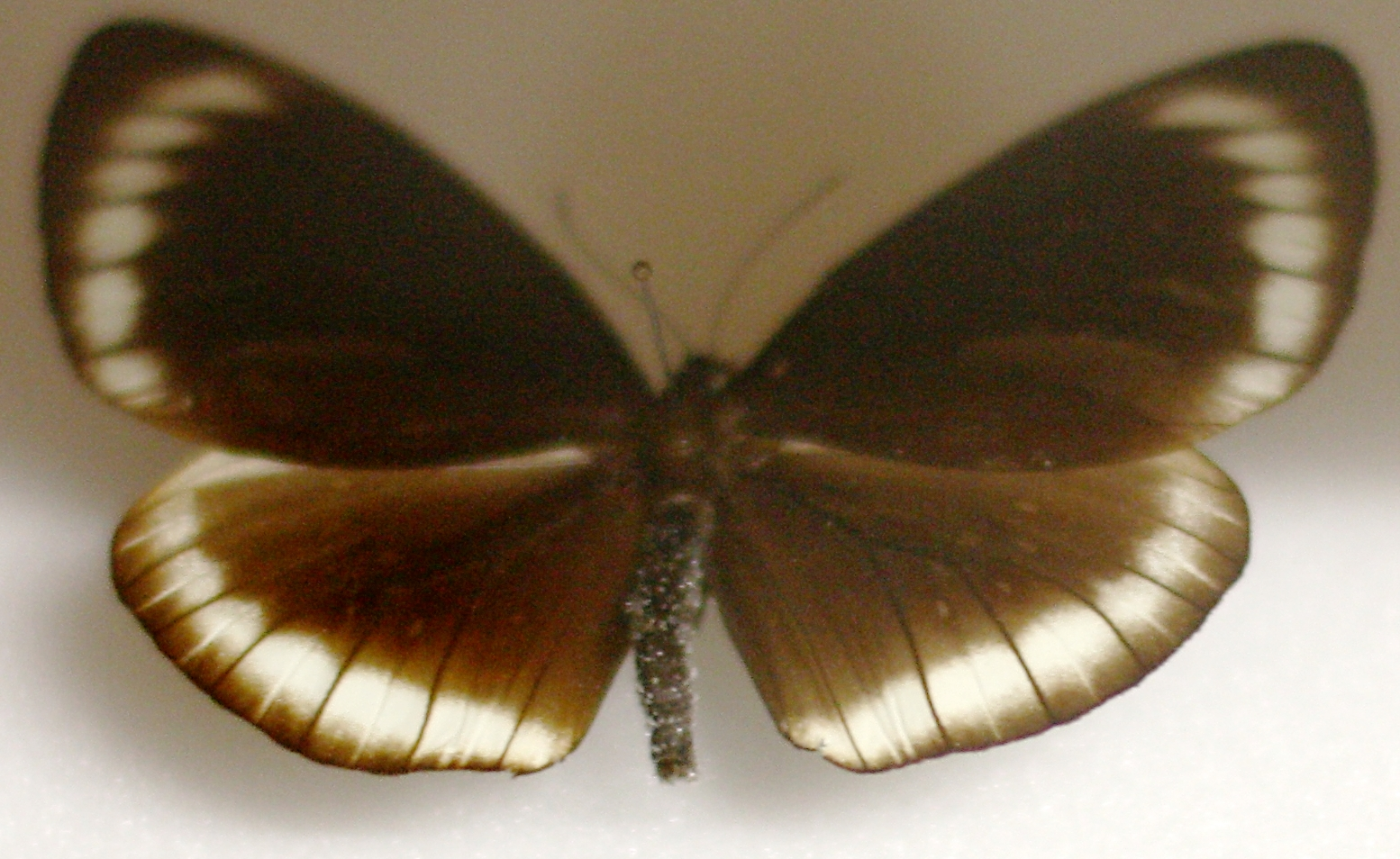